# Fissidens leptophyllus
Fissidens leptophyllus är en bladmossart som beskrevs av Montagne 1840. Fissidens leptophyllus ingår i släktet fickmossor, och familjen Fissidentaceae. Inga underarter finns listade i Catalogue of Life.